# INDRA (expérience)
Pour les articles homonymes, voir Indra (homonymie).
 (octobre 2020).
INDRA (Identification des Noyaux et Détection à Résolution Accrue) est une expérience de physique localisée à Caen, au GANIL. Nommée d'après le dieu homonyme, elle a démarré en 1993.
Elle a pour but l'étude du noyau atomique, et plus particulièrement de la décroissance radioactive des noyaux chauds (excités) obtenus par collision d'ions lourds à des énergies de 30 à 100 MeV/nucléon ,.
Son instrument principal est une matrice sphérique, dite "4Pi", combinant des détecteurs de tous les types (ionisation, silicium, scintillation) afin de caractériser les produits des réactions qui ont lieu en son centre.